# Ruellia congoensis
Ruellia congoensis är en akantusväxtart som beskrevs av Raymond Benoist. Ruellia congoensis ingår i släktet Ruellia och familjen akantusväxter. Inga underarter finns listade i Catalogue of Life.